# Anneke Schat

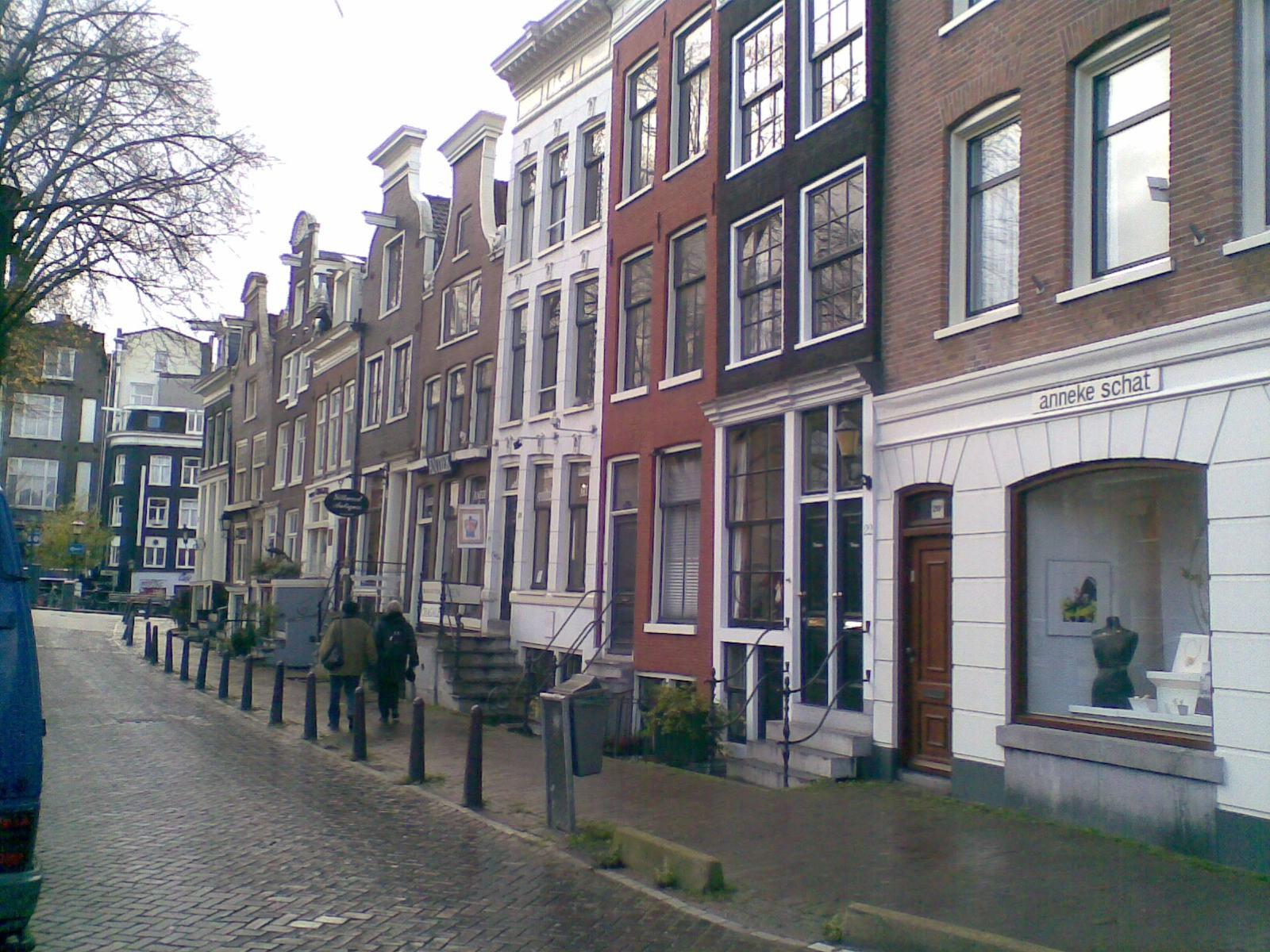
De Amsterdamse Spiegelgracht met de galerie en werkplaats van Schat

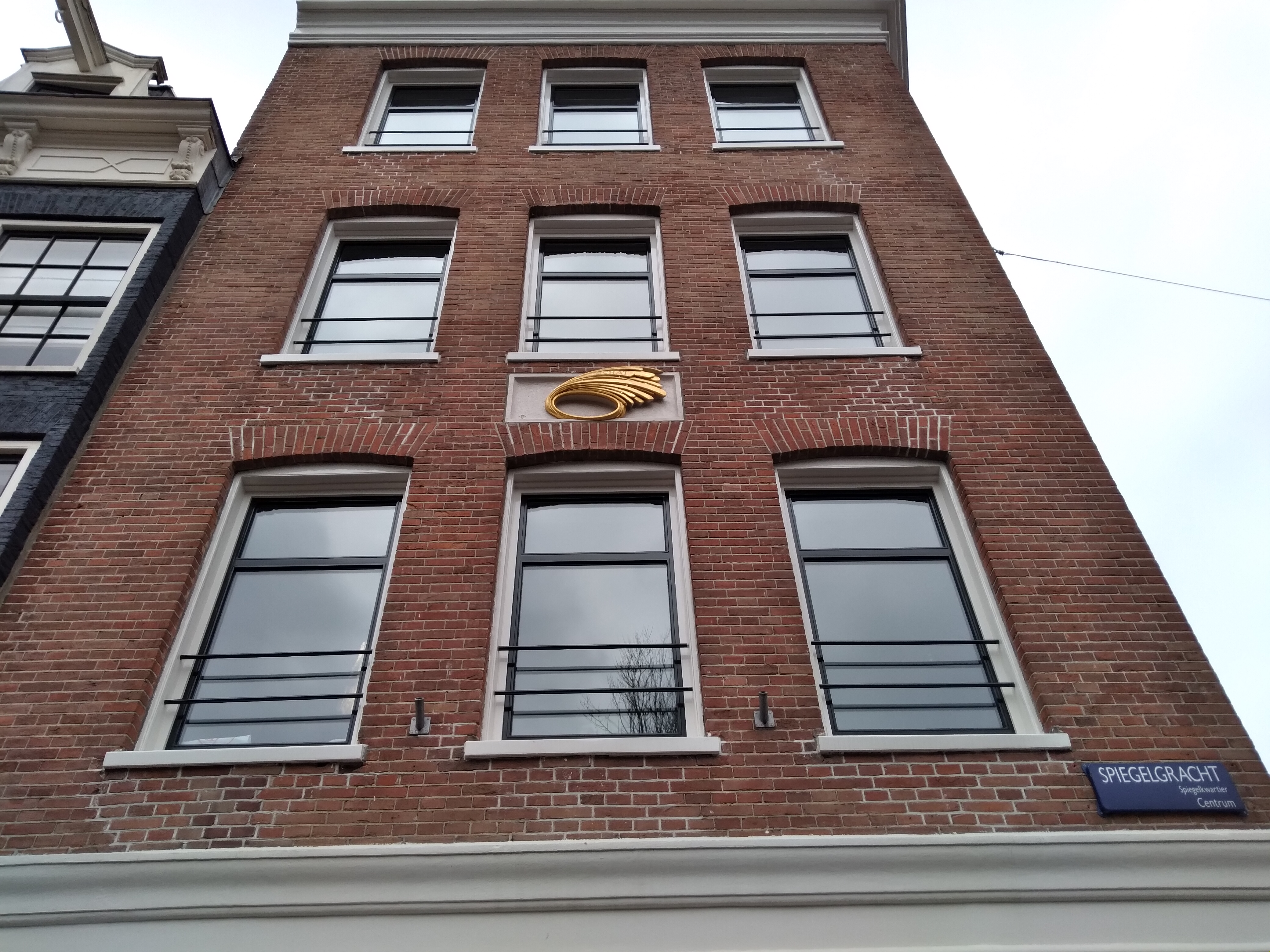
Spiegelgracht 20a met gevelsteen (maart 2021)

Anna Jacoba Elisabeth (Anneke) Schat-Portegijs (Amsterdam, 27 juni 1942) is een Nederlands sieraadontwerper, beeldhouwer en kunstschilder.

## Biografie
Schat werd opgeleid aan het Instituut voor Kunstnijverheidsonderwijs (thans Gerrit Rietveld Academie) aan de Gabriël Metsustraat) te Amsterdam, waar ze tot 1965 les kreeg van onder anderen Karel Niehorster. Ze huurde een etage aan de Spiegelgracht 20a, een straat in het Spiegelkwartier, een buurt met veel antiekzaken en galerieën. Ze mocht daar van haar benedenbuurvrouw een kleine etalage inrichten. Zij maakt schilderijen, beelden en sieraden. In haar werk maakt zij onder meer gebruik van Japanse kalligrafietechnieken. Vanaf 1975 verzorgde Schat jaarlijks het ontwerp en de uitvoering van de Televizier-ring. Van 1993 tot 1995 was ze bestuurslid van de Vereniging van Edelsmeden en Sieraadontwerpers (VES).

## Gevelsteen
Anneke Schat en echtgenoot Rudolph kochten het pand in 1971 en woonden en werkten er vervolgens tot 2020. Daarna verhuisden ze naar een woonhuis op de Veluwe. Ze verkochten het gebouw aan de Spiegelgracht aan een bevriende makelaar, die in het geheim naar gevelsteenmeester Tobias Snoep stapte. Deze maakte voor de gevel van Spiegelgracht 20a een gevelsteen. De gevelsteen met windveren, het handelsmerk van Anneke Schat, werd 17 maart 2021 onthuld in bijzijn van opdrachtgever, maker en geëerden.